# Hans Irschik
Hans Irschik (* 23. August 1951 in Wien) ist ein österreichischer Bautechniker, Mechaniker und Mechatroniker. Er war von 1991 bis zu seiner Emeritierung im Jahr 2019 ordentlicher Universitätsprofessor für Technische Mechanik an der Technisch-Naturwissenschaftlichen Fakultät der Universität Linz. 

## Leben
Irschik studierte von 1970 bis 1977 Bautechnik an der Technischen Universität Wien. Von 1977 bis 1991 forschte er am Institut für Allgemeine Mechanik der TU Wien als Universitätsassistent. Im Jahr 1981 wurde er zum Doktor der technischen Wissenschaften promoviert; die Habilitation im Fach Mechanik folgte 1986.
Im Jahr 1991 wurde er als ordentlicher Universitätsprofessor an die Universität Linz berufen und übernahm die Leitung der Abteilung für Technische Mechanik am Institut für Technische Mechanik und Maschinenlehre, das im Zuge der Einführung des Studiums der Mechatronik neu eingerichtet wurde. 
An der Universität Linz war er von 1995 bis 2001 als Vizerektor für Forschung und von 2009 bis 2013 als Vorsitzender des Senats tätig.
Seit 2011 ist Irschik wirkliches Mitglied der mathematisch-naturwissenschaftlichen Klasse der Österreichischen Akademie der Wissenschaften.
Irschik ist verheiratet und Vater dreier Kinder.

## Mitgliedschaften und andere Tätigkeiten
- Academia Europaea[3]
- Österreichische Akademie der Wissenschaften
- Zeitschrift Acta Mechanica, Springer-Verlag, Editor-in-Chief[4]

## Werke/Schriften
- Hans Irschik: "Anwendung der Methode der Green'schen Funktionen auf die Berechnung dünner, elastischer Platten mittels Randintegralgleichungen." Dissertation, TU Wien, 1981.
- Hans Irschik: "Ein Beitrag zur quasistatischen und dynamischen Berechnung inelastischer Tragwerke", Habilitationsschrift, TU Wien, 1986.